# Lacantunia enigmatica
Lacantunia enigmatica – gatunek słodkowodnej ryby sumokształtnej (Siluriformes) z południowego Meksyku, osiągający ok. 40 cm długości, powszechnie poławiany przez lokalną ludność. Pomimo osiąganych rozmiarów i lokalnej popularności umknął uwadze ichtiologów i został odkryty dla nauki dopiero w 1996, a opisany w 2005. Ze względu na cechy anatomiczne odróżniające go od pozostałych sumokształtnych, uważany jest za gatunek, który może reprezentować bardzo starą ewolucyjnie grupę ryb, być może z wczesnego trzeciorzędu, i stanowi biogeograficzną zagadkę mezoamerykańskiej fauny.

## Zasięg występowania
Występuje w stosunkowo dobrze poznanym dorzeczu Usumacinta, w rzekach Lacantún i Lacanjá. Ryby te zamieszkują głębokie do 18 m kanały rzeczne i baseny ze skałami i silnymi prądami wirowymi. Kilka okazów znaleziono w ujściach strumieni. Poławiano je zarówno przy wysokim, jak i niskim poziomie wód, głównie w nocy.

## Odkrycie i opis naukowy
Uwagę naukowców zwróciły okazy złowione w 1996 przez meksykańskiego ichtiologa R. Rodiles-Hernándeza w rzece Lacantún na granicy stanu Chiapas i Gwatemali. Chociaż Lacantunia wykazuje powierzchowne podobieństwo do północnoamerykańskich sumikowatych (Ictaluridae), Rodiles i dwaj amerykańscy naukowcy D. A. Hendrickson i J. G. Lundberg – po przeprowadzeniu szczegółowych badań morfologicznych – uznali, że odkryty gatunek ma wiele unikalnych, autapomorficznych cech i nie można zaliczyć go ani do sumikowatych, ani do żadnej z pozostałych rodzin ryb sumokształtnych. W 2005 roku ci trzej ichtiolodzy wraz z J. M. Humphriesem z University of Texas at Austin opublikowali pracę, w której opisali nowy gatunek, utworzyli dlań monotypowy rodzaj Lacantunia oraz nową, monotypową rodzinę Lacantuniidae w obrębie ryb sumokształtnych. Nazwa rodzaju nawiązuje do miejsca odkrycia, a epitet gatunkowy enigmatica (kłopotliwy lub niewytłumaczalny) do nieoczekiwanego odkrycia, niejasnych relacji pokrewieństwa i pochodzenia odkrytego suma.

## Charakterystyka
Lacantunia enigmatica jest diagnozowana przez pięć wyraźnie autapomorficznych i anatomicznie złożonych struktur, w tym w kształcie czaszki zwierzęcia, w budowie mięśni szczęki i pęcherza pławnego. W budowie zewnętrznej wyróżnia się następującymi cechami: nozdrza są ustawione daleko od siebie, występują wąsiki nosowe, wąsiki szczękowe umieszczone są nad wargami daleko od kącika ust, płetwa ogonowa jest zaokrąglona, w płetwie grzbietowej obecne są 2 twarde promienie.
Osiąga do 42 cm długości standardowej (SL). Lacantunia enigmatica żywi się głównie krabami, krewetkami, małymi rybami i dużymi, twardymi nasionami roślin.

## Pochodzenie
Na podstawie badań morfologicznych nie udało się ustalić relacji pokrewieństwa L. enigmatica z innymi rybami. Szeroko zakrojone badania molekularne wskazują na relacje pokrewieństwa z afrykańskimi sumami z kladu obejmującego rodziny Claroteidae i Auchenoglanididae, od których Lacantunia oddzieliła się w późnej kredzie. Jeśli te sugestie zostaną potwierdzone w dalszych badaniach, pozostanie zagadką, w jaki sposób słodkowodni przodkowie Lacantunia enigmatica przedostali się z Afryki do Ameryki Środkowej.

## Znaczenie gospodarcze
W swoim naturalnym środowisku sum ten jest powszechnie łowiony przez ludzi w celach konsumpcyjnych. Przez lokalną ludność nazywany jest madre de juil, co oznacza "matka Rhamdii" – innego lokalnie występującego suma. 